# Tisza Antal
Tisza Antal (Szolnok, 1895. június 10. – Szovjetunió, 1941. június) kubikos, MÁV-segédmunkás, pártmunkás. 

## Életútja
Tisza Ferenc és Török Borbála fia. Még az első világháborút megelőzően tagja lett a szakszervezetnek, majd 1919-ben, a Magyarországi Tanácsköztársaság alatt a Vörös Hadsereg politikai megbízottjaként tevékenykedett. 1921. november 19-én Szolnokon házasságot kötött Farkas Erzsébet Katalinnal, Farkas Kálmán és Csilik Erzsébet lányával. 1923-ban belépett az illegális KMP-be, egyúttal a Földmunkás Szövetség országos vezetőségének is tagja lett. A Magyarországi Szocialista Munkáspárt létrehozásában is részt vett 1925-ben. A KMP II. kongresszusán küldöttként volt jelen, itt bekerült a Központi Bizottságba. MSZMP-s tevékenysége miatt letartóztatták és elítélték. 1932-ben a Szovjetunióba ment és lakatosként dolgozott. 1938-ban letartóztatták koholt vádak alapján, három évvel később a sztálinizmusnak lett az áldozata.

## Emlékezete
1961-től 1990-ig Budapest XIII. kerületében utca viselte a nevét (mai Tisza utca). Mellszobra Szolnokon a Baross utcában látható.